# Hedwig Courths-Mahler
Hedwig Courths-Mahler [he:tviç kurts ma:ler], geboren: Ernestine Friederike Elisabeth Mahler (Nebra (Saksen-Anhalt), 18 februari 1867 - Rottach-Egern, 26 november 1950), was een Duitse schrijfster. Ze gebruikte ook de pseudoniemen "Relham", "H. Brand", "Gonda Haack" en "Rose Bernd".

## Biografie
Hedwig werd geboren als buitenechtelijk kind van marketentster Henriette Mahler en binnenschipper (op de Saale) Ernst Schmidt. Haar vader stierf nog voor haar geboorte en Hedwig groeide bij een pleeggezin in Weißenfels op. Zij verliet op jonge leeftijd de school om geld te gaan verdienen.
In Leipzig werd ze gezelschapsdame van een oude dame, die ze ook moest voorlezen. Daarbij ontdekte ze het plezier in schrijven. Op zeventienjarige leeftijd schreef zij haar eerste vertelling Wo die Heide blüht, deze werd in een plaatselijke krant gepubliceerd. In Halle (Saksen-Anhalt) werkte zij daarna als verkoopster. 
In 1889 trouwde zij in Leipzig met kunstschilder en decorateur Fritz Courths en kreeg twee dochters, Friede Birkner en Margarete Elzer, die beiden op volwassen leeftijd ook schrijfster werden. Pas in 1904 verscheen in het Chemnitzer Tageblatt als feuilleton haar eerste roman Licht und Schatten. Hoewel zij in de Hitler-tijd toetrad tot de SS en lid was van de Reichsschrifttumskammer, de Duitse tegenhanger van de Cultuurkamer in het bezette Nederland, weigerde zij haar verhalen aan te passen aan door het regime opgelegde nationaalsocialistische aanwijzingen. Hierdoor kon zij tot 1945 minder publiceren. Daarna werd zij een zeer productieve auteur, die jaarlijks meerdere romans publiceerde. In totaal schreef zij ruim 200 romans met een totale oplage van ongeveer veertig miljoen stuks.

## Genres
Courths-Mahlers romans moeten tot de "verstrooiingslectuur" worden gerekend, niet tot de eigenlijke literatuur. Ook in Nederland worden haar verhalen, die wat verloop betreft in enkele gevallen enigszins aan het sprookje van Assepoester herinneren, door sommige critici smalend  "keukenmeidenromannetjes" of kasteelromans genoemd. Haar werken behandelen steeds dezelfde cliché-achtige thema's: mensen die sociaal achtergesteld zijn, bijvoorbeeld door onterving, maar vaak wel nog contacten onderhouden met mensen uit een hogere stand, zoals de adel, (de verhalen spelen meestal voor de val van de Duitse adel aan het eind van de Eerste Wereldoorlog),  overwinnen deze standsverschillen door de liefde. De hoofdpersonen moeten tegen intriges opboksen, maar komen uiteindelijk tot elkaar en verkrijgen rijkdom, geluk en aanzien. Ondanks de naar moderne inzichten conservatieve opvattingen over mannelijke en vrouwelijke rolpatronen worden deze boeken nog steeds graag door een brede kring vooral vrouwelijke fans gelezen.

## Werken verschenen in het Nederlands (alfabetisch) (niet compleet)
- Alleen uit liefde
- Alleen uit liefde Marlies
- Alles voor Dorothy (ook: Voor Dorothy doe je toch alles)
- Anita's jonge liefde
- Arbeid adelt
- Arm en rijk
- Arme, kleine Annie
- Assepoester en de dollarprins
- Bedelprinsesje (ook: De bedelprinses)
- Britta Riedberg
- De afscheidsbrief
- De amulet van de Rani
- De arme bloedverwante
- De Australiër
- De avonturier
- De blonde vrouw (ook: Een blonde vrouw)
- De bedelprinses (ook: Bedelprinsesje)
- De bekoorlijke Sanna
- De blonde vrouw
- De dochter van de ambtenaar
- De dollarprinses
- De dolle Haszberg
- De domina van Gantersheim
- De drie gezusters Randolf
- De droom
- De eenzame
- De erfenisjaagster
- De familie Azmann
- De fatale brief
- De gesluierde vrouw
- De halfzusters
- De liefde van Helen
- De mens dwaalt
- De moed om gelukkig te zijn
- De mooie Californische
- De mooie Miss Lilian
- De mooie onbekende
- De mooie secretaresse
- De noodlottige brief
- De oorlogsbruid
- De schone Melusine
- De toovermacht der liefde
- De verloren halsketting
- De verloren ring
- De verstoten dochter
- De vondelinge
- De vrouw van Retzbach
- De weggelopen bruid
- De wilde Ursula
- De wrange bijsmaak van een ja-woord
- Diamanten en parels
- Diana, mijn godin (ook: Diana)
- Diep in mijn hart
- Door liefde bevrijd
- Door smart tot geluk
- Dora haar kind
- Dorrit en haar zuster
- Dorrit in gevaar
- Echtgenoot in schijn
- Een andere zal je kussen
- Een band voor het leven
- Een blonde vrouw (ook: De blonde vrouw)
- Een korte waan
- Een leugen om bestwil
- Een meisjeshart ontwaakt
- Een onbeminde vrouw
- Eindelijk verenigd
- Er bloeit geluk
- Erika
- Eva's Liefde
- Feeënhanden (ook: Toverhanden)
- Frank's keuze
- Gebrandmerkt
- Geheim ener naamloze (ook: Het geheim van een naamloze)

- Genadebrood van een wees
- Gerlinde is onschuldig
- Gevaarlijke speurtocht
- Gij zijt mijn uitverkorene (ook: jij bent mijn uitverkorene)
- Gilda's Erfenis (ook: Levensstormen)
- Gravin Pia
- Griseldis (ook: Grisilde)
- Haar bevrijding
- Haar grote strijd
- Haar recht op liefde
- Haar reisgids
- Haar strijd om het geluk
- Hans Ritter en zijn vrouw
- Harald Landry de filmster
- Heiligdom des harten
- Heimelijke verloving
- Heksengoud
- Het beukendal
- Het drama van Glossow
- Het fiere zwijgen
- Het geheim van Dora Lind
- Het geheim van een naamloze (ook: Geheim ener naamloze)
- Het geheim van Marlene Laszburg
- Het geluk wint
- Het huwelijk van Sanna Rutland
- Het noodlot der liefde
- Het parelsnoer
- Het verdwenen document
- Het verleden herleeft
- Het verloren huwelijksdocument
- Het verloren vertrouwen
- Het was geen ontrouw
- Hun groot geluk
- Huwelijks lief en leed
- Ik geloof in jou
- Ik heb je lief
- Ik wacht op jou
- Ik wil
- In den vreemde
- In het beukenbos
- In stilte getrouwd
- Is dat nu geluk?
- Je mag me niet verlaten
- Jij bent mijn uitverkorene (ook: Gij zijt mijn uitverkorene)
- Jij wordt de mijne
- Judy's eed
- Kathe van de schout
- Laat me vrij
- Lady Gwendolyns evenbeeld
- Lang is de weg (ook: Lang is de weg naar het geluk)
- Levensstormen (ook: Gilda's Erfenis)
- Liane Reinold
- Liefde en haat
- Liefde en plicht
- Liefde op het eerste gezicht
- Liefdeslisten
- Liefde verdraagt alles
- Liefde vergeeft
- Liefde zonder einde
- Lief en leed op Waldhof
- Liselotte's huwelijk
- Magdala's offer (ook nadien: Voor elkander bestemd)
- Maja's huwelijk
- Martina, het zonnetje van Lahori
- Mensen noemen het liefde
- Met de linkerhand getrouwd
- Met vuur gespeeld
- Met jou tot in de dood

- Mevrouw Bettina en haar zonen
- Mijn alles
- Mijn grote liefde
- Mijn lief(ste) meisje
- Mijn tranen voor jou
- Nooit geef ik je op
- Nooit kan ik het je zeggen
- O, gij koningsdochter
- Offers der liefde (ook: Het offer der liefde)
- Ongestoord geluk
- Onschuldig schuldig
- Ontmaskerd
- Ontrouw
- Onze dag komt nog wel
- Onze weg leidt naar omhoog
- Op verkeerde bodem (ook: Op het verkeerde pad)
- Peter Ravenports dochter
- Prinses Lolo
- Raadsels rondom Valerie
- Recht op geluk
- Rode rozen
- Rose van Lossow
- Ruth's stiefzuster
- Samenzwering in volle zee
- Siddy's huwelijk
- Toch gelukkig
- Toverhanden (ook: Feeënhanden)
- Tovernacht der liefde
- Trots alles heb ik je lief
- Trouw tot in de dood
- Tussen liefde en trots
- Twee gelukkige harten
- Twee harten vinden elkaar
- Twee vrouwen
- U behoort mijn hart
- Uit het eerste huwelijk
- Uw broeders vrouw
- Verboden liefde
- Verborgen liefde
- Verdriet dat kwam en ging
- Vergelding door liefde
- Vergiffenis Lori
- Verkochte zielen
- Verlangen
- Verleden
- Versmaad
- Versmade liefde
- Verzwegen liefde
- Voor Dorothy doe je toch alles (ook: Alles voor Dorothy)
- Voor elkander bestemd (ook voorheen: Magdala's offer)
- Vreemd bloed
- Vrouwenangst
- Vrouw tussen twee mannen
- Waar bleef je zo lang?
- Waar Eva bleef
- Wat heb ik jou gedaan?
- Wat houd ik van je
- Wat is dan toch liefde? (ook: Wat is eigenlijk liefde)
- Wat komt er van Lily terecht
- Weerloos tegen het noodlot
- Wie van jullie
- Wie werpt den eersten steen?
- Wij behoren bij elkaar
- Winnifred de pelskoningin
- Ze hadden elkaar zo lief
- Zijn enige dochter
- Zijn grote liefde
- Zijn Indische vrouw
- Zijn jeugdvriendin
- Zijn kind
- Zijn levenskameraad
- Zijn(e) vrouw
- Zonder liefde geen geluk

## Literaire werken (selectie)
- Scheinehe (1905)
- Es irrt der Mensch (1910)
- König Ludwig und sein Schützling (1911)
- Die wilde Ursula (1912)
- Was Gott zusammenfügt (1913)
- Die Bettelprinzeß (1914)
- Griseldis (1916)
- Ich will (1916)
- Meine Käthe (1917)
- Eine ungeliebte Frau (1918)
- Die schöne Unbekannte (1918)
- Die Adoptivtochter (1919)
- Der Scheingemahl (1919)
- Die Kraft der Liebe (1920)
- Aschenbrödel und Dollarprinz (1928)
- Ich liebe einen andern (1933)
- Die Flucht vor der Ehe (1934)

## Films
Een aantal van haar werken, waaronder wellicht haar beste boek, Griseldis, zijn in de jaren 1970 voor de Duitse TV verfilmd. Deze films zijn toen ook in Nederland uitgezonden:
- Die Bettelprinzeß
- Griseldis
- Die Kriegsbraut
- Der Scheingemahl
- Eine ungeliebte Frau
- Durch Liebe erlöst